# Ben Bocquelet
Benjamin Bocquelet, detto Ben (Parigi, 27 giugno 1980), è un animatore inglese di origini francesi.
È soprattutto noto per aver creato il cartone animato Lo straordinario mondo di Gumball, trasmesso su Cartoon Network e per aver prodotto un cortometraggio chiamato The Hell's Kitchen.

## Carriera
Nel 2007, quando è stata creata la Cartoon Network Development Studios Europe, Ben è stato assunto al fine di aiutare le persone a creare idee per serie animate, tirando fuori le proprie idee. Quando, poi, lo studio ha deciso di avvalersi delle idee dei suoi dipendenti, Ben ha deciso di prendere dei personaggi scartati ed originariamente pensati per alcune pubblicità e metterli tutti in una serie animata con un'ambientazione scolastica. A Daniel Lennard, Vicepresidente del reparto Serie Originali e Sviluppo presso Turner Broadcasting UK  è piaciuta l'idea e ha dato il via libera definitivo per la  produzione della serie: Lo straordinario mondo di Gumball.